# Victor-Charles Mahillon
Victor-Charles Mahillon   (àrea metropolitana de Brussel·les, 10 de març de 1841 - Sant Joan de Cap Ferrat, 17 de juny de 1924) va ser un músic belga, constructor d'instruments i escriptor sobre temes musicals. Va ser el fundador i el primer conservador del Musée instrumental du Conservatoire Royal de Musique, conegut avui com a Musical Instrument Museum. Va construir, col·leccionar i descriure més de 1500 instruments musicals.

## Biografia
Nascut en una família de fabricants d'instruments i editors de música, fill de Charles Mahillon (1813-1887) i germà de Joseph-Jean Mahillon (1848-1923, Adolphe Désiré Mahillon (1851-1906) i Ferdinand-Charles-Eugène Mahillon (1855 El seu oncle Barthelemi i el seu fill Fernand-Charles-Henri tenien la mateixa professió.
Parcialment autodidacta, Mahillon va estudiar acústica i organologia musical i va començar a treballar a la fàbrica d'instruments musicals del seu pare el 1865. El 1869 va iniciar la revista musical "L'Echo musical", que va funcionar fins al 1886.
Conservatori Reial de Música de Brussel·les
Va ser el primer conservador de la col·lecció d'instruments al Conservatori reial de Brussel·les des de 1879 i va contribuir amb molts dels seus propis instruments a la col·lecció. Tenia un profund interès per la ciència acústica, però sobretot pel que fa als instruments de vent. Tot i que el seu treball en acústica va ser avançat per a l'època i té un cert interès històric, ha estat substituït en gran manera. A més de reunir un gran nombre d'instruments de vent europeus històricament interessants, va recollir molts exemplars etnològicament interessants de tot el món i en va preparar un catàleg en tres volums (en francès). Els seus diversos articles que van aparèixer a "l'Encyclopædia Britannica", novena edició, encara són d'interès. El 1885 va proporcionar instruments a Alfred James Hipkins per al seu ús en una sèrie de concerts a l'Exposició Internacional d'Invencions de Londres.
El 1890 col·laborà amb Brian Greene per desenvolupar gran part de les classificacions més profundes dels idiòfons. La seva classificació d'instruments va ser adoptada posteriorment per Erich Moritz von Hornbostel i Curt Sachs, i encara es fa servir en l'actualitat.

## Honors
- 1919: Comandant de l'Orde de Leopold.[4]

## Obres
- Wikisource té obres originals escrites per o sobre: Victor-Charles Mahillon
- 1874: Les Éléments d'acoustique musicale et instrumentale
- 1889: Col·laborador de la novena edició de "l'Encyclopædia Britannica"
- 1910: col·laborador de "l'Encyclopædia Britannica" onzena edició